# Anori (Brasil)
Anori es un municipio brasileño del interior del estado de Amazonas, Región Norte del país. Perteneciente a la Mesorregión del Centro Amazonense y Microrregión de Coari, se localiza a oeste de Manaus, capital del estado, distando de esta cerca de 234 kilómetros.
Ocupa una área de 5 795,283 km² y su población, estimada por el Instituto Brasileño de Geografía y Estadística (IBGE) en 2014, era de 18 826 habitantes, siendo así el quadragésimo quinto municipio más populoso del estado del Amazonas y el tercero de su microrregião.

## Historia
La historia de Anori se remite en conjunto con la historia de su vecino el municipio de Codajás, cuando fue creado a través del decreto estadual número 1186, de 31 de diciembre de 1943 el distrito de Anori subordinado la administración de Codajás, en 29 de diciembre de 1956 fue elevado la categoría de municipio por la ley provincial n.º 117, desglosándose de su vecino y formando el actual municipio. Su nombre viene de la palabra indígena en Ñe'engatú, "Uanuri" o "Wanury" regionalmente conocida como "Ánory", que significa "Tracajá macho", una especie de quelônio de agua dulce de tono negro azulado con manchas amarillas, fácilmente encontrada en la región.

## Geografía
Se localiza a una latitud 3°46′22″ sur y la una longitud 61º38'39" oeste, estando a una altitud de 120 metros.
Posee una área de 6,274.5 km².